# Рецкие
Рецкие — деревня в Бережанской волости Островского района Псковской области.
Расположена в 5 км к западу от центра города Остров.
Численность населения деревни по состоянию на 2000 год составляла 20 жителей.